# Lottefors
Lottefors is een plaats in de gemeente Bollnäs in het landschap Hälsingland en de provincie Gävleborgs län in Zweden. De plaats heeft 391 inwoners (2005) en een oppervlakte van 146 hectare. De plaats ligt aan het meer Vaxsjön, dit meer is eigenlijk een breder deel van de rivier de Ljusnan.

## Verkeer en vervoer
Bij de plaats loopt de Riksväg 83.
De plaats ligt zonder station aan de spoorlijn Ånge - Storvik.